# Dżawad Gharib
Dżawad Gharib, Jaouad Gharib (arab. جواد غريب; ur. 22 maja 1972 w Chunajfirze) – marokański lekkoatleta, specjalista maratonu, wicemistrz olimpijski z 2008 z Pekinu, dwukrotny mistrz świata.

## Sukcesy
| Rok  | Rodzaj zawodów       | Miasto   | Miejsce | Czas    |
| ---- | -------------------- | -------- | ------- | ------- |
| 2004 | Igrzyska olimpijskie | Ateny    | 11.     | 2:15:11 |
| 2003 | Mistrzostwa świata   | Paryż    | 1.      | 2:08:31 |
| 2005 | Mistrzostwa świata   | Helsinki | 1.      | 2:10:10 |
| 2008 | Igrzyska olimpijskie | Pekin    | 2.      | 2:07:16 |

## Rekordy życiowe
- 5000 m – 13:19,69 (13 lipca 2001, Oslo)
- 10 000 m – 27:29,51 (18 czerwca 2001, Praga)
- Półmaraton – 1:00:42 (5 maja 2002, Bruksela)
- Maraton – 2:07:02 (14 kwietnia 2004, Londyn)